# Unidas Podemos
Unidas Podemos (en français : « Unies, nous pouvons ») est une coalition électorale espagnole fondée en mai 2016 entre Podemos, Izquierda Unida (IU) et Equo et dissoute en juin 2023.
Mise en place sous le nom d'Unidos Podemos (en français : « Unis, nous pouvons ») dans la perspective des élections générales du 26 juin 2016, elle est reconduite sous son nom actuel pour les élections générales du 28 avril 2019. Elle disparaît de facto avec la formation de la coalition Sumar en juin 2023.

## Composition politique

### En 2016

Logo en 2016.

#### Partis membres nationalement
Unidas Podemos regroupe : 
- Podemos,
- Izquierda Unida,
- Equo,
- Més per Mallorca,
- Batzarre,
- Izquierda Asturiana,
- Construisons la Gauche-Alternative socialiste,
- Segoviemos,
- Izquierda Castellana,
- Démocratie participative,
- Ahora Alto Aragón en Común.

#### Confluences territoriales
En Catalogne ces partis participent à la coalition En Comú Podem, en Galice à En Marea et dans la Communauté valencienne à A la valenciana.

### En 2019

#### Partis membres nationalement
Unidas Podemos regroupe : 
- Podemos,
- Izquierda Unida,
- Equo (jusqu'en septembre 2019).

#### Confluences territoriales
En Catalogne ces partis participent à la coalition En Comú Podem-Guanyem el Canvi et en Galice à En Común-Unidas Podemos.

## Résultats électoraux

### Élections générales espagnoles
| Année   | Congrès des députés | Congrès des députés | Congrès des députés | Congrès des députés | Congrès des députés | Sénat    | Gouvernement                                                  |
| Année   | Voix                | %                   | Députés             | Tête de liste       | Rang                | Sénat    | Gouvernement                                                  |
| ------- | ------------------- | ------------------- | ------------------- | ------------------- | ------------------- | -------- | ------------------------------------------------------------- |
| 2016    | 5 087 538           | 21,1                | 71 / 350            | Pablo Iglesias      | 3e                  | 16 / 208 | Opposition (2016-18) ; soutien sans participation (2018-2019) |
| 04/2019 | 3 727 044           | 14,3                | 42 / 350            | Pablo Iglesias      | 4e                  | 0 / 208  | Pas de gouvernement                                           |
| 11/2019 | 3 097 185           | 12,9                | 35 / 350            | Pablo Iglesias      | 4e                  | 0 / 208  | Sánchez II                                                    |

### Élections européennes
| Année | %     | Sièges | Position |
| ----- | ----- | ------ | -------- |
| 2019  | 10,05 | 6 / 59 | 4e       |

### Élections régionales
| Année |        | CN   | CB   | CM   | CL   | EX   | IB   | RI   | MD     | MC   | VC   |
| ----- | ------ | ---- | ---- | ---- | ---- | ---- | ---- | ---- | ------ | ---- | ---- |
| 2019  | %      |      |      | 6,92 |      | 7,20 | 9,83 | 6,65 | 5,60   |      | 8,10 |
| 2019  | Sièges |      |      | 0/33 |      | 4/65 | 6/59 | 2/33 | 7/132  |      | 8/99 |
| 2021  | %      |      |      |      |      |      |      |      | 7,24   |      |      |
| 2021  | Sièges |      |      |      |      |      |      |      | 10/136 |      |      |
| 2022  | %      |      |      |      | 5,11 |      |      |      |        |      |      |
| 2022  | Sièges |      |      |      | 1/81 |      |      |      |        |      |      |
| 2023  | %      | 3,92 | 4,12 | 4,16 |      | 6,02 | 4,43 | 5,09 | 4,76   | 4,70 | 3,57 |
| 2023  | Sièges | 0/70 | 0/35 | 0/33 |      | 4/65 | 1/59 | 2/33 | 0/135  | 2/45 | 0/99 |

## Identité visuelle

Logo de 2016 à 2019.
Logo de 2019 à 2023.
Logo depuis 2023.